# Уоллер, Винсент
Винсент Уоллер (англ. Vincent Waller; род. 30 сентября 1960, Арлингтон) — американский аниматор, режиссёр, сценарист, художник раскадровки. Работал над несколькими анимационными фильмами и мультсериалами, наиболее знаменитыми из которых являются «Губка Боб Квадратные Штаны» и «Шоу Рена и Стимпи».

## Карьера

### Шоу Рена и Стимпи
Во время студии «Spümcø» Уоллер работал в «Шоу Рена и Стимпи» режиссёром, сценаристом и раскадровщиком. Он был режиссёром двух популярных эпизодов «Rubber Nipple Salesmen» и «Big Baby Scam».

### Губка Боб Квадратные Штаны
В 1999 году Винсент Уоллер вошёл в состав оригинальной съёмочной группы мультсериала «Губка Боб Квадратные Штаны», став сценаристом и художником раскадровки. Однако после завершения первого сезона Уоллер покинул проект, на время перестав заниматься режиссурой. В четвёртом сезоне он вернулся в проект, где был назначен креативным режиссёром мультсериала, сменив Дерека Драймона. Как креативный режиссёр Винсент участвовал во всех встречах съёмочной группы, начиная с идеи, и заканчивая раскадровкой.
В 2015 году Винсент вместе с Марком Чеккарелли были повышены до шоураннеров и главных продюсеров, заменив Пола Тиббита; должность креативного режиссёра была ликвидирована из-за наличия двух шоураннеров. После в конце 2018 года получили роли исполнительных продюсеров ввиду смерти Стивена Хилленберга.
Уоллер взял роль в качестве шоураннера и исполнительного продюсера спин-оффа Губки Боба — «Лагерь «Коралл»: Детство Губки Боба».
Также Уоллер был творческим руководителем фильма «Губка Боб в 3D».

### Другие проекты
Уоллер был продюсером и режиссёром короткометражек для мультсериала Фреда Сейберта, «О, да! Мультики!», является соавтором короткометражек «What is Funny?» и «Pete Patrick: Private Investigator» для этого сериала. Также Винсент был арт-директором и главным режиссёром мультсериала «Харви Бердмэн, адвокат» на протяжении первого сезона, работал сценаристом и художником раскадровки «Ужасных приключений Билли и Мэнди».

## Фильмография

### Телевидение
| Годы                     | Название                            | Примечания |
| ------------------------ | ----------------------------------- | --- |
| 1988—1990                | Настоящие охотники за привидениями  | Художник раскадровки |
| 1990                     | Новые дети в районе                 | Художник раскадровки |
| 1990                     | Gravedale High                      | Художник раскадровки |
| 1990                     | Нападение помидоров-убийц           | Художник раскадровки |
| 1990—1991                | Команда спасателей Капитана Планеты | Художник раскадровки |
| 1990—1993                | Шоу Рена и Стимпи                   | Художник раскадровки, сценарист, дизайнер персонажей |
| 1993                     | Adventures of Sonic the Hedgehog    | Художник раскадровки |
| 1993                     | Два глупых пса                      | Режиссёр |
| 1994                     | The Baby Huey Show                  | Художник раскадровки, сценарист |
| 1994                     | Тик-герой                           | Художник раскадровки |
| 1995                     | What-a-Mess                         | Художник раскадровки |
| 1995                     | Червяк Джим                         | Художник раскадровки |
| 1996—1997                | Дакмен                              | Художник раскадровки |
| 1997                     | Сказочные истории для всех детей    | Аниматор |
| 1998                     | Коровка и Петушок                   | Художник раскадровки |
| 1998                     | Я — горностай                       | Художник раскадровки |
| 1998                     | О, да! Мультики!                    | Сценарист, режиссёр |
| 1999; 2005 — наст. время | Губка Боб Квадратные Штаны          | Сценарист, художник раскадровки (1999; 2005; 2011—2012) Автор песен (1999; 2007) Креативный режиссёр (2005—2015) Шоураннер (2015 — наст. время) Главный продюсер (2015—2018) Исполнительный продюсер (2018 — наст. время) Главный режиссёр (2020) |
| 2001                     | Облонги                             | Режиссёр |
| 2001—2002                | Харви Бердмэн, адвокат              | Арт-директор, дизайнер персонажей, художник раскадровки |
| 2003                     | Ren & Stimpy «Adult Party Cartoon»  | Художник раскадровки, сценарист |
| 2004                     | Ужасные приключения Билли и Мэнди   | Художник раскадровки, сценарист |
| 2004                     | Evil Con Carne                      | Художник раскадровки, сценарист |
| 2005                     | The X's                             | Художник раскадровки |
| 2021 — наст. время       | Лагерь «Коралл»: Детство Губки Боба | Создатель, шоураннер, исполнительный продюсер |
| 2021 — наст. время       | Шоу Патрика Стара                   | Создатель, шоураннер, исполнительный продюсер |

### Фильмы
| Год  | Название       | Примечания              |
| ---- | -------------- | ----------------------- |
| 2015 | Губка Боб в 3D | Творческий руководитель |

### Актёр
| Год       | Название                           | Роль                | Примечания              |
| --------- | ---------------------------------- | ------------------- | ----------------------- |
| 2003      | Ren & Stimpy «Adult Party Cartoon» | Рассказчик          | Озвучка                 |
| 2007—2018 | Губка Боб Квадратные Штаны         | Дополнительные роли | Озвучка                 |
| 2009      | Вся правда о Губке Бобе            | Играет самого себя  | Документальный ТВ-Фильм |